# Fland Canyon
«Fland Canyon» (укр. «Фланд-Каньйон») — дев'ятнадцята серія двадцять сьомого сезону мультсеріалу «Сімпсони», прем'єра якої відбулась 24 квітня 2016 року у США на телеканалі «Fox».

## Сюжет
Гомер намагається допомогти Меґґі заснути. Після кількох невдалих спроб вона натякає йому, що хоче почути історію перед сном. Він починає з розповіді історії відпустки до Великого каньйону з Фландерсами…
Історія відбувається двома роками раніше, коли добровольці з церкви прибирали волоцюг у районі. Наприкінці прибирання Нед виграє сімейну поїздку до Гранд-Каньйону за найбільш безкорисливе прибирання. Прочитавши брошюру, Нед усвідомлює, що це подорож на дві сім'ї. Спершу вони запрошують сім'ю Лавджоїв, але ті переконують Неда взяти Сімпсонів із собою.
У Гранд-Каньйоні всі вражені краєвидами, але дві сім'ї не дуже добре ладнають. Мардж сердиться на Мод, бо та вважає, що Мардж не є доброю матір'ю, а Нед дратується через витівки Барта і Гомера. Під час екскурсії на тонкій стежці, де пересуваються тільки на мулі, мул екскурсовода падає зі скелі з більшістю запасів, залишаючи обидві сім'ї застряглими в каньйоні…
Тим часом Гомеру вдається заколисати Меґґі історією, але Ліса хоче знати, що ж сталося далі. Коли він продовжує, Меґґі знову прокидається…
У Великому Каньйоні Нед та Гомер вирушають шукати запаси і знаходять кемпінг мільйонерів. Гомер переконує Неда викрасти їхню їжу та запаси й утекти вниз по річці за допомогою плоту. Їм вдається дістатися до свого кемпінгу і здивувати всіх вишуканим сніданком. Згодом всіх рятують, і Гомер і Нед розмірковують про свою дружбу у майбутньому…
Коли Гомер закінчує розповідь, виявляється, що Нед також слухав її через вікно. Гомер нагадує йому, що вони все ще зобов'язані їм поїздку.
У фінальній сцені листівки з туристичних місць по всьому світу проходять повз екран. Виявляється, що це насправді поїздка Сімпсонів та Фландерсів до музею листівок. Коли Фландерс запитує Гомера, чи продаються листівки в сувенірному магазині, працівник музею каже, що ні.

## Цікаві факти і культурні відсилання
- В офіційному синопсисі за запасами вирушають Нед з Бартом, а не Гомером[1].
- За сніданком у каньйоні Ліса їсть і бекон, і м'ясо Гомер і Ліса пояснюють здивованій Меґґі, що історія відбулася ще до того, як Ліса стала вегетаріанкою.

## Ставлення критиків і глядачів
Під час прем'єри серію переглянули 2,77 млн осіб з рейтингом 1.2, що зробило її найпопулярнішим шоу на каналі «Fox» тієї ночі.
Денніс Перкінс з «The A.V. Club» дав серії оцінку B-, сказавши:
|  | Проблема такої серії, як «Fland Canyon», полягає в тому, що у ній вирвано частини зі старих серій, без того, щоб зробити з ними щось нове або цікаве. Те, що тут є жарти, — це не дивно… Однак, у цій ретроспективі про раніше нерозкриту спільну відпустку сімей Сімпсонів та Фландерсів є поєднання старих ґеґів, які байдуже показані, нових жартів, розказаних грубо та/або жорстоко, та деяких немодельних характеристик (особливо щодо Неда), що виходить як [надто] вільні Сімпсони. |

Тоні Сокол з «Den of Geek» дав серії три з половиною з п'яти зірок, сказавши
|  | У серії не зовсім подолано зяючу діру між сусідніми на Еверґрін Террас, але заповнено проваллю у серці Спрінґфілда. Приємно було бачити, як Фландерси та Сімпсони ховали свої відмінності в сторону під час великих вихідних. Але ми, звичайно, воліли б бачити, як одна сім'я ховає іншу десь у скелях, що стирчать з порогів. Епізод затримав мою увагу довше, ніж аварія автомобіля дорогою додому. |

Згідно з голосуванням на сайті The NoHomers Club більшість фанатів оцінили серію на 4/5 із середньою оцінкою 3,91/5.